# 森田哲平
森田 哲平（もりた てっぺい、1983年7月22日 - ）は、日本の男性歌手。和歌山県出身。2014年アコースティックユニットのVocalとしてベルウッドレコードよりデビュー。2024年1月よりソロ歌手として活動開始。

## 略歴
2024年　1st配信シングル「I'm for you」でソロ活動を本格始動。
地元和歌山県を拠点に活動するさわかみ関西独立リーグに所属するプロ野球チーム「和歌山ウェイブス」の球団公式応援ソングを2024シーズンから担当し、ホームゲーム(田辺、上富田、紀三井寺)の際にはミニライブが行われる試合もある。
 11月には紀南文化会館小ホールにて『森田哲平 1stコンサート〜I'm for you〜』を開催。
2025年5月　FM TANABE(88.5MHz)にて毎月第1、3、(5)金曜日19時～レギュラーラジオ「森田哲平のはなまる！金曜日」スタート。

## リリース
2024年1月29日
1st配信シングル「I'm for you」
2024年4月14日
2nd配信シングル「Waves here we Go！」
※和歌山ウェイブス公式応援ソング
2024年9月14日
3rd配信シングル「僕の安らげる場所」
2025年4月19日
4th配信シングル「春風のメロディー」
2025年7月22日
5th配信シングル「味光路恋物語」